# Osvaldo Civirani
Osvaldo Civirani (* 19. Mai 1917 in Rom; † 20. Februar 2008 ebenda) war ein italienischer Kameramann, Filmregisseur und Drehbuchautor.

## Leben
Civirani, Sohn des Fotografen Carlo Civirani, trat schon früh in die Fußstapfen seines Vaters. Bereits 1934 erhielt er Aufträge für die Cines Pittaluga zur Ablichtung von Schauspielern. Nach der Zerstörung der Studios am 25. September 1935 begann Civirani, als Standfotograf für Filme zu arbeiten. Seinen Militärdienst verbrachte er in einer für das Filmwesen zuständigen Spezialeinheit. Nach Eintritt Italiens in das Kriegsgeschehen wurde er nach Nordafrika verlegt.
1941 kehrte Civirani nach Rom zurück und nahm seine Arbeit als Filmfotograf wieder auf; die 1937 gegründete Cinecittà bot Gelegenheit für ihn, bis 1966 an etwa 200 Filmen in dieser Funktion mitzuwirken. Bereits 1942 hatte er ein eigenes Studio für Fotografie eröffnet.
Als Kameraassistent wurde Civirani erstmals bei Luchino Viscontis Ossessione im selben Jahr gebucht, wobei er erstmals im italienischen Film neuentwickelte Techniken nutzt; in der Folgezeit arbeitete er in dieser Funktion auch mit Federico Fellini (1950 bei Lichter des Varieté) und Roberto Rossellini (u. a. 1952 bei Der weiße Scheich) zusammen.
1953 wurde Präsident der italienischen Kameramänner-Vereinigung (Associazione Italiana Fotografi Cinematogafici – AIFC).
Seine eigenen 20 Filme zwischen 1963 und 1976 waren dem Genre-Kino gewidmet, wo Civirani handwerklich gute Filme in jeweils gerade gefragten Sparten wie „Sandalen-“ oder Agentenfilm und Italo-Western ablieferte. Mehrfach war er auch für klamauk-orientierte Filme verantwortlich, allein 1971 und 1972 drehte er fünf Filme mit dem Duo Franco & Ciccio. Zu seiner Berufsvita gehört auch ein Mondo Erotico-Film wie Tentazioni Proibite von 1963, in dem er, vorgeblich als Dokumentarfilm, einen Streifzug durch europäische Nachtlokale unternimmt – wohl eine (je nach Fassung 18 bis 25 Minuten) längere Fortsetzung seines ebenfalls als Dokumentarfilm bezeichneten Debütfilms Sexy proibito aus demselben Jahr.
Zur Vermarktung seiner Filme hatte Civirani über die Jahre verschiedene Gesellschaften und Firmen gegründet. Nach Beendigung seiner aktiven Filmtätigkeit wirkte er in der Zensurbehörde des Ministerio di Turismo e di Spettacolo. In seinen späten Jahren veröffentlichte er zwei Bücher mit Fotografien. Mehrere Ausstellungen waren seinem Werk gewidmet.
Civirani war seit Februar 1943 verheiratet; im selben Jahr wurde sein Sohn Walter geboren. Die Ehe wurde 1972 geschieden; bereits seit 1948 lebte das Paar getrennt. Aus einer außerehelichen Beziehung hat er einen zweiten Sohn, Fabrizio (* 1964). 1976 heiratete er in der Dominikanischen Republik seine zweite Ehefrau Flor; auch diese Ehe scheiterte.

## Filmografie

### Regisseur
- 1963: Verbotene Frauen – Verbotene Nächte (Sexy proibito)
- 1964: Huasca – Wie tödliche Geier (Ercole contro i figli di sole)
- 1965: Mondo Erotico (Tentazioni proibite)
- 1965: Das Geheimnis der roten Blume (Kindar l'invulnerabile)
- 1966: Operation Poker – Die Ballermann-Story (Operazione poker)
- 1966: Beckett Affaire (L'affare Beckett)
- 1966: Töte, Ringo, töte (Uno sceriffo tutto d'oro)
- 1967: Ric e Gian alla conquista del West (auch Buch, Kamera, Produktion)
- 1967: Der Sohn des Django (Il figlio di Django)
- 1968: Lucrezia Borgia – Die Tochter des Papstes (Lucrezia Borgia, l'amante del diavolo)
- 1968: Django, wo steht Dein Sarg? (T'ammazzo!… Raccomandati a Dio)
- 1969: Der Tag, an dem Gott nicht da war (Quel giorno Dio non c'era)
- 1970: Todespiste Le Mans (Le Mans scorciatoia per l'inferno)
- 1971: Formel I und zwei Halunken (I due della formula uno alla corsa più pazza pazza del mondo)
- 1971: I due pezzi da novanta
- 1971: Die Diamantenlady (Il diavolo a sette facce)
- 1972: Due gattoni a nove code… e mezza ad Amsterdam
- 1972: Die Söhne der Dreieinigkeit (I 2 figli dei Trinità)
- 1974: Il pavone nero
- 1976: Das Mädchen mit der Korallenhaut (La ragazza dalla pelle di corallo)

## Veröffentlichungen
- 1995: Un fotografo a Cinecittà. Gremese.
- 2003: Le donne dei sogni. Gremese